# Verwaltungsgemeinschaft Götschetal-Petersberg

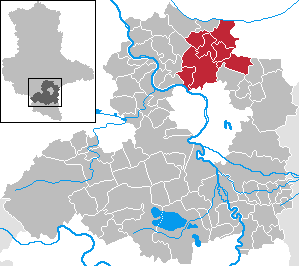
Lage der Verwaltungsgemeinschaft Götschetal-Petersberg im Saalekreis

In der Verwaltungsgemeinschaft Götschetal-Petersberg  im nördlichen Saalekreis am Rand des Naturparks Unteres Saaletal waren sieben Gemeinden zur Erledigung ihrer Verwaltungsgeschäfte zusammengeschlossen. Der Sitz des gemeinsamen Verwaltungsamtes befand sich im Götschetaler Ortsteil Wallwitz.
Am 1. Januar 2010 wurde die Verwaltungsgemeinschaft durch den Zusammenschluss aller Mitgliedsgemeinden zur neuen Einheitsgemeinde Petersberg aufgelöst.
Die Verwaltungsgemeinschaft hatte eine Fläche von 102,69 km² und 10657 Einwohner (31. Dezember 2008).

## Die ehemaligen Mitgliedsgemeinden mit ihren Ortsteilen
- Brachstedt mit Hohen und Wurp
- Götschetal mit Wallwitz, Gutenberg, Nehlitz, Sennewitz und Teicha
- Krosigk mit Kaltenmark und Neue Häuser
- Kütten mit Drobitz
- Morl mit Alaune, Beidersee, Morl und Möderau
- Ostrau mit Mösthinsdorf
- Petersberg mit Drehlitz und Frößnitz

## Wappen
Das Wappen wurde am 26. Januar 1999 durch das Regierungspräsidium Halle genehmigt.